# Great Dividing Range

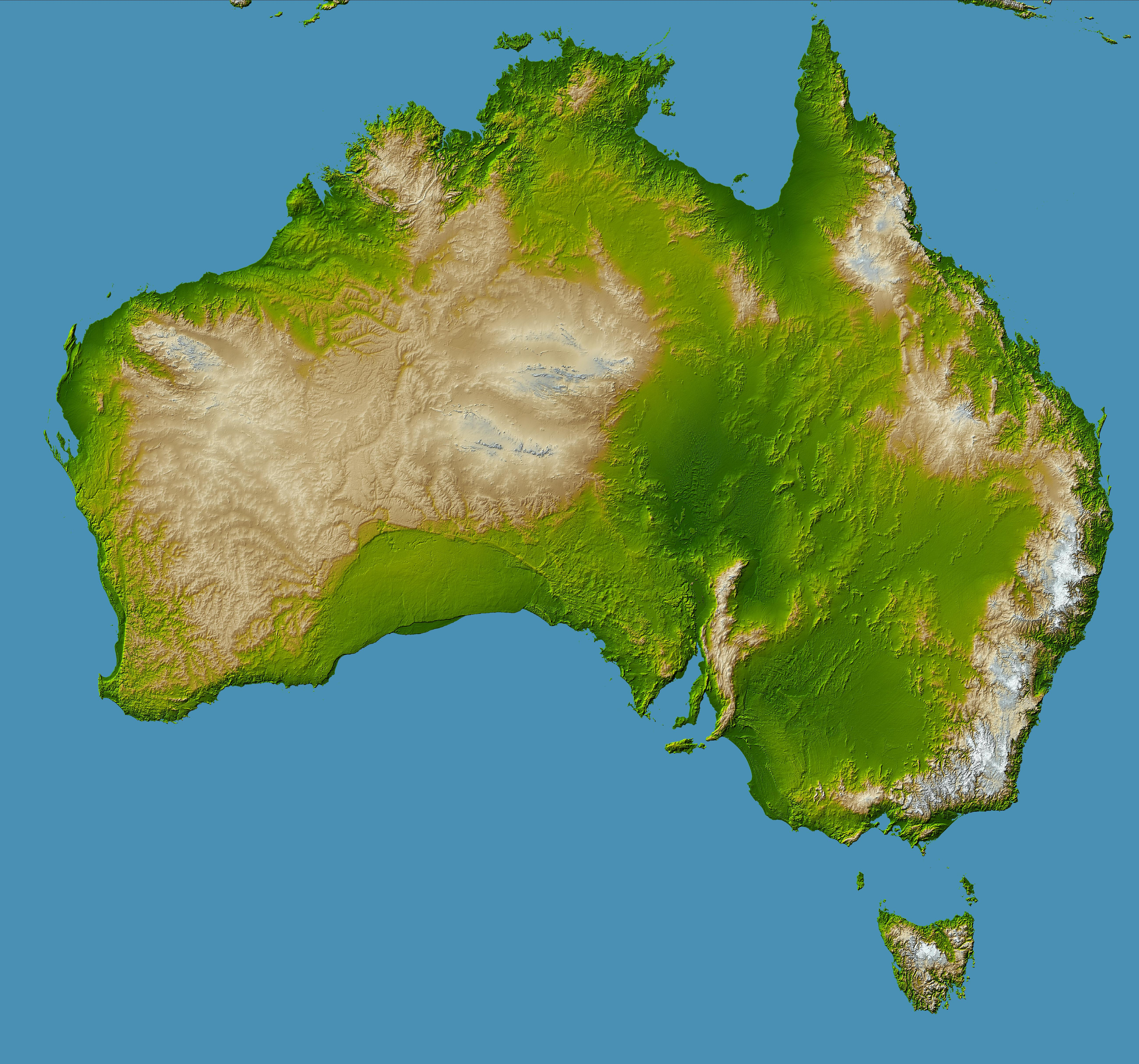
Topografische Karte Australiens: Die Great Divide ist hellbraun entlang der Ostküste (rechts) erkennbar und führt gegenüber Tasmanien liegend bis nach Victoria. In Tasmanien tritt die Great Divide wieder an die Wasseroberfläche.

Die Great Dividing Range (auch kurz Great Divide oder Eastern Highlands; deutsch auch Australisches Bergland, Großes Australisches Scheidegebirge oder Australische Kordillere) ist Australiens größter Gebirgszug. Sie teilt die Ostküste vom Inland ab und hat großen Einfluss auf das Klima Australiens.
Die Great Dividing Range erstreckt sich von der Nordostspitze Queenslands die gesamte Ostküste durch New South Wales entlang bis nach Victoria, wo sie eine westliche Richtung einnimmt und sich schließlich im Westen des Bundesstaats an den letzten Ausläufern der Grampian Mountains in der riesigen australischen Zentralebene auf dem Kontinent Australiens verliert. Die Great Divide reicht bis nach Tasmanien weiter, wo sie sich in zwei Richtungen verzweigt.

## Beschreibung
Sämtliche Hochgebirgsbereiche inklusive des höchsten Bergs des australischen Festlands, der Mount Kosciuszko (2228 m), gehören zur Great Dividing Range. Ihre höchsten Abschnitte – im südlichen New South Wales und im östlichen Victoria – sind als Australische Alpen bekannt.
Der Name Great Dividing Range (zu deutsch: „Großes Scheide-Gebirge“) ist eigentlich nur zum Teil zutreffend, da die Range kein einheitliches Gebirge darstellt. Allerdings ist sie tatsächlich eine Wasserscheide zwischen den Flüssen der australischen Ostküste, die direkt in den Pazifischen Ozean fließen, und jenen des Murray-Darling-Beckens, die weg von der Küste in die Ebenen des Landesinneren fließen.
In manchen Gegenden wie den Blue Mountains, den Snowy Mountains, den Victorian Alps und östlichen Geländestufen der Region New England stellt die Great Dividing Range eine deutliche Barriere dar. In anderen Regionen sind die Berghänge sanfter und an manchen Orten ist das Gebirge kaum als solches wahrzunehmen. Obwohl in den Hochgebirgsregionen einige Gipfel für australische Verhältnisse beträchtliche Höhen von etwas über 2.000 m erreichen, sind die Berge durch ihr hohes Alter und die erfolgte Erosion (Abtragung) nicht sehr steil. So können praktisch alle Gipfel ohne Bergausrüstung bestiegen werden.
Ein großer Teil der Great Dividing Range wird von Nationalparks und anderen Naturschutzgebieten eingenommen. In den niedrigeren Lagen wird Holz geschlagen, was Naturschützer stark kritisieren. Zudem wird praktisch sämtliches in Ostaustralien verbrauchtes Wasser aus dem Gebirge bezogen; es existieren einige Stauseen.

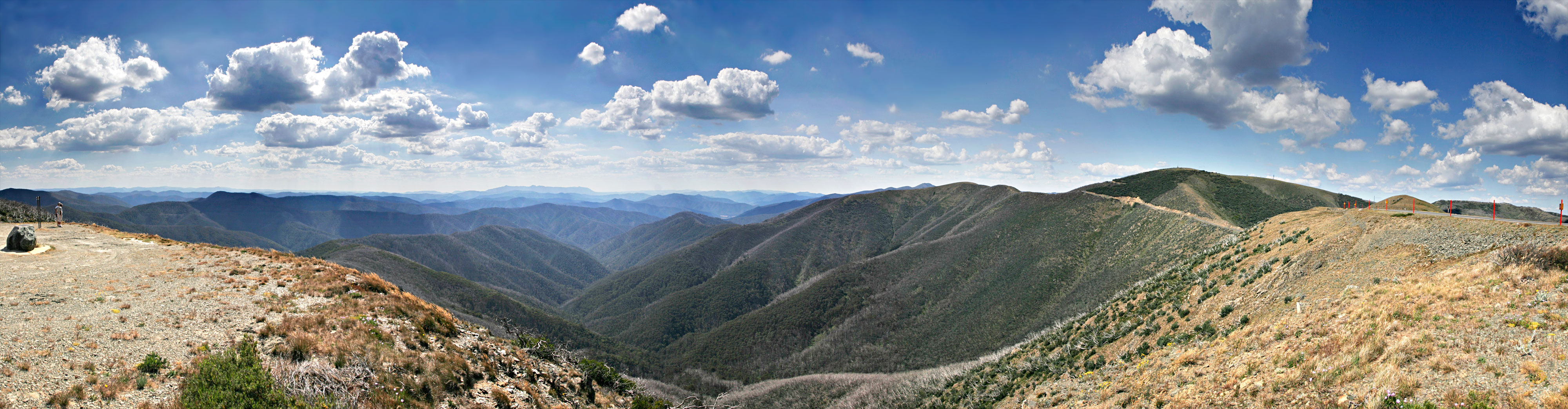
Größter australischer Gebirgszug, Great Dividing Range

## Geschichte
Die Great Dividing Range wurde im Karbon vor etwa 300 Millionen Jahren aufgewölbt, als Kontinentalplatten aufeinander prallten, die heute ein Teil von Südafrika und Neuseeland sind. Anschließend unterlag das Gebirge einer starken Erosion.
Vor der Kolonisation durch die Europäer lebten Aborigines in diesem Gebiet, aus dem sie verdrängt wurden, nachdem diese die Blue Mountains überwanden. Dies gelang erstmals 1813 Gregory Blaxland, William Lawson und William Charles Wentworth, die bis in die Gegend von Bathurst kamen. Blaxland erhielt danach den Auftrag von Gouverneur Lachlan Macquarie, eine Straße in dieses Gebiet zu bauen und die Stadt Bathurst zu gründen. Später wurde das Gebirge durch Straßen bis Goulburn im Südwesten und bis nach Newcastle erschlossen.
In das Gebirge drangen Entdeckungsreisende wie Allan Cunningham, John Oxley, Hamilton Hume, Paul Edmund Strzelecki, Ludwig Leichhardt und Thomas Livingstone Mitchell vor. Durch ihre Entdeckungsreisen wurde landwirtschaftliches Gebiet bekannt, denen in den 1830er Jahren Siedler folgten. Erschlossen wurden Gippsland und die Riverina im Süden bis zu den Liverpool Plains und den Darling Downs im Norden. Ab den 1860er Jahren wurden Eisenbahnrouten und weitere Straßen durch das Gebirge gebaut. Dennoch blieben Regionen des Gebirges teilweise unberührt und beispielsweise führte nur eine Straße durch das östliche Victoria von Norden nach Süden.

## Wassereinzugsgebiet

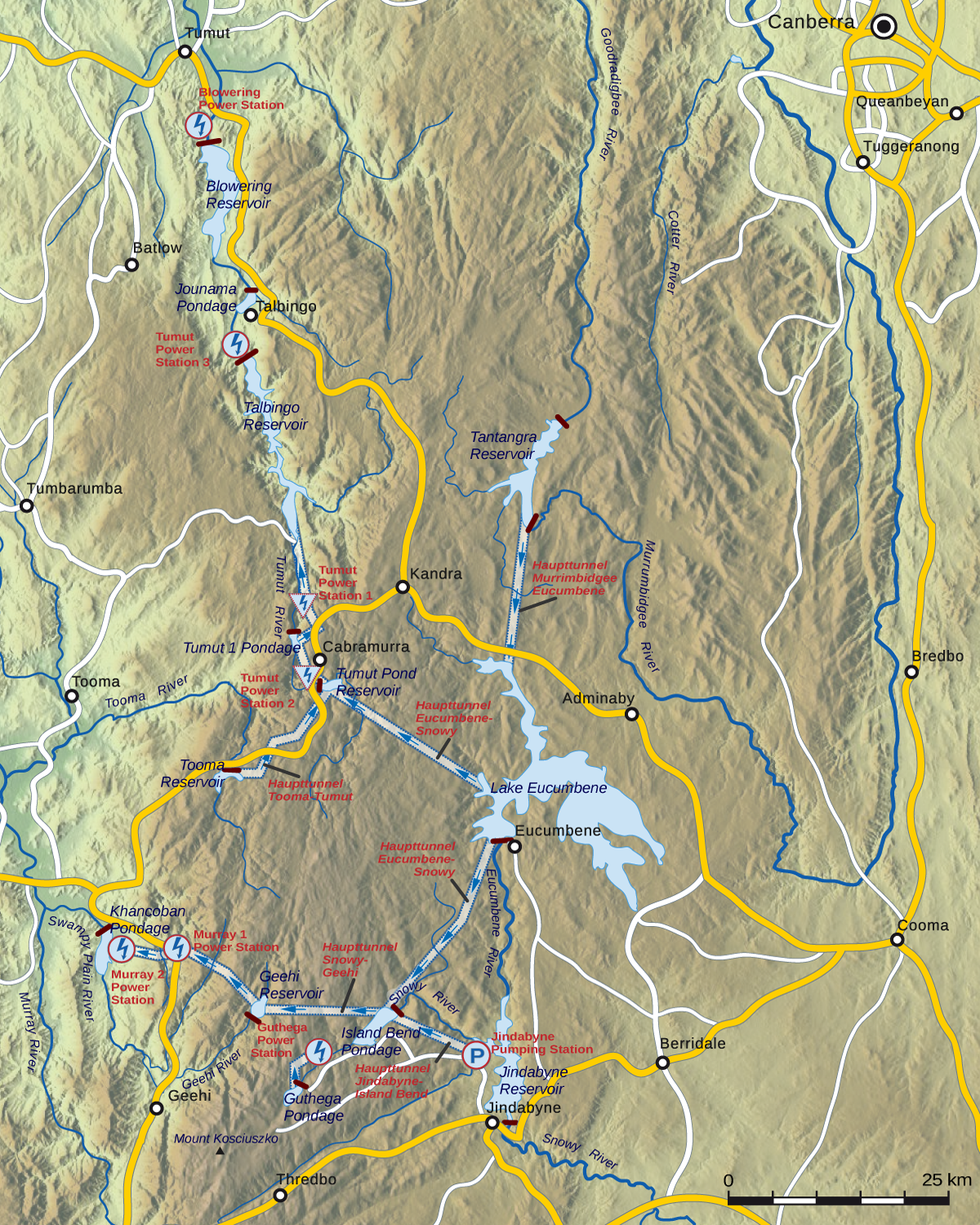
Lagekarte des Snowy-Mountains-Systems

Das Gebirge ist ein bedeutendes Wassereinzugsgebiet Australiens, vor allem für Queensland.
In einigen Tälern befinden sich Staudämme, die große Bedeutung für die Trinkwassergewinnung und für die Erzeugung von elektrischer Energie haben, wie das Upper Nepean Scheme, das Snowy-Mountains-System und der Warragamba Dam. Das Bradfield-System transportiert beispielsweise Wasser aus den Wäldern bis an die Küste von Queensland.
Viele der Flüsse fließen westlich des Gebirges wie der Condamine River, Flinders River, Herbert River, Lachlan River, Macintyre River und Namoi River. Flüsse, die nördlich aus dem Murray-Darling-Becken fließen, sind Goulburn River, Mitta Mitta River, Kiewa River, Ovens River, King River, Loddon River und Campaspe River. Östlich in den Pazifik fließen der Brisbane River, Burdekin River, Clarence River, Hastings River, Hawkesbury River, Hunter River, Macdonald River, Macleay River, Mary River, Richmond River, Shoalhaven River und der Snowy River. In den Südlichen Ozean fließen der Snowy River, Cann River, Tambo River, Mitchell River, Latrobe River, Thomson River, Yarra River, Werribee River, Hopkins River und Glenelg River.

## Eisenbahnen
Eisenbahnlinien wurden in den frühen Jahren Australiens durch die Great Dividing Ranges gebaut, die bis heute in Betrieb sind:
- Eisenbahnlinie von Ipswich-Toowoomba (1867)
- Main North railway line, von Newcastle bis Tamworth (um 1870) – Gipfelhöhe im Ardglen Tunnel
- Main Western railway line, von Sydney bis Lithgow (1869) über die Blue Mountains
- Main Southern railway line, von Sydney bis Goulburn (1869)
- North East railway line, von Melbourne bis Seymour (1872)
- Bendigo railway line, von Melbourne bis Bendigo (1862)
- Serviceton railway line, von Melbourne bis Ararat (1875) über Ballarat

## Straßen
Den Gebirgszug queren zahlreiche australische Highways wie Alpine Way, Great Alpine Road, Hume Highway, Great Western Highway, Capricorn Highway, Cunningham Highway, New England Highway, Oxley Highway, Warrego Highway, Waterfall Way, Thunderbolts Way, Calder Highway, Western Highway und Murray Valley Highway.

## Naturschutzgebiete
In dem Gebirge liegen zahlreiche Nationalparks und weitere Naturschutzgebiete, beispielsweise (VIC = Victoria, NSW = New South Wales QLD = Queensland, ACT = Australian Capital Territory):
- Alpine-Nationalpark – VIC
- Bald-Rock-Nationalpark – NSW
- Barrington-Tops-Nationalpark – NSW
- Baw-Baw-Nationalpark – VIC
- Blue-Mountains-Nationalpark – NSW
- Border-Ranges-Nationalpark – NSW
- Brindabella-Nationalpark – NSW
- Brisbane-Ranges-Nationalpark – VIC
- Budawang-Nationalpark – NSW
- Bunya-Mountains-Nationalpark – QLD
- Burrowa-Pine-Mountain-Nationalpark – VIC
- Cathedral-Rock-Nationalpark – NSW
- Conondale-Nationalpark – QLD
- Cunnawarra-Nationalpark – NSW
- Dandenong-Ranges-Nationalpark – VIC
- Deua-Nationalpark – NSW
- Dharug-Nationalpark – NSW
- Gibraltar-Range-Nationalpark – NSW
- Girraween-Nationalpark – QLD/NSW
- Grampians-Nationalpark – VIC
- Guy-Fawkes-River-Nationalpark – NSW
- Heathcote-Graytown-Nationalpark
- Kanangra-Boyd-Nationalpark – NSW
- Kosciuszko-Nationalpark – NSW
- Lake-Eildon-Nationalpark – VIC
- Lamington-Nationalpark – QLD
- Morton-Nationalpark – NSW
- Mount-Buffalo-Nationalpark – VIC
- Mummel-Gulf-Nationalpark – NSW
- Namadgi-Nationalpark – ACT
- Nattai-Nationalpark – NSW
- New-England-Nationalpark – NSW
- Nowendoc-Nationalpark – NSW
- Oxley-Wild-Rivers-Nationalpark – NSW
- Snowy-River-Nationalpark – VIC
- South-East-Forest-Nationalpark – NSW
- Springbrook-Nationalpark – QLD
- Sundown-Nationalpark – QLD
- Toonumbar-Nationalpark – NSW
- Wadbilliga-Nationalpark – NSW
- Washpool-Nationalpark – NSW
- Werrikimbe-Nationalpark – NSW
- Wollemi-Nationalpark – NSW
- Yarra-Ranges-Nationalpark – VIC
- Yengo-Nationalpark – NSW

## Gebirgszüge
In der Great Dividing Range gibt es zahlreiche Einzelgebirge bzw. Gebirgszüge, Bergländer und Hochplateaus.

### Queensland
Die nördlichsten Gebiete in Queensland der Dividing Range in Queensland sind Richard Range, Sir William Thompson Range und McIlwraith Range. Weiter westlich liegen die Wilkinson Range, Kirchner Range, Granite Hills, Gregory Range und Newcastle Range. Südlich befinden sich die Forsyth Range und westlich davon die Allan's Range, Cory's Range, Tully Range, Kangaroo Mountains, Sword Range, Charters Range, Lawson's Hills, Hill's Range, Muller Range, Finucane Range, Standish Range und die Little Range (Longsight Peak). Östlich liegen die Granite Range und Seventy-Mile Range und weiter südlich die Terraic Range.

### New South Wales
Eine Linie von Maryland bis zu einem Punkt bei Tenterfield bildet die Grenzen zwischen Queensland und New South Wales. Von Tenterfield führt das Gebirge in die New England Range und weiter westlich in die Liverpool Range bis nach Cassilis und dort weiter nach Goulburn. Von Goulburn reicht es ins südliche und nördliche Tableland, in die Main Range und Blue Mountain Range und wird zur Cullarin Range und ab Nimitybelle zur Gourock Range. Bei Nimitybelle wendet es sich nordwestlich bis Kiandra in den Monaro Range. Ab Kiandra wird der Bergzug Muniong Range genannt und führt bei Forest Hill in den Bundesstaat Victoria.

### Victoria
Die Great Dividing Range geht im Norden Victorias in die Forest Hill, Cobboras Range und die Bowen Mountains über und wendet sich nordwestlich bis zu den Barry Mountains, westlich liegen die Hume Range und nördlich die Bald Hills. Die Pyrenees bilden das Ende des Gebirges auf dem australischen Kontinent.

### Tasmanien
In Tasmanien erstrecken sich die Dividing Range südlicher und westlicher Richtung. Zwei Hauptrichtungen haben sich herausgebildet. Eine führt in Richtung Ostküste, die mehr oder weniger vom Mersey River und Tamar River und deren Nebenflüssen nördlich durchquert wird, während der Derwent River südwärts fließt. Die andere Hauptrichtung liegt westlich davon.